# 肖柏本源氏物語
肖柏本源氏物語（しょうはくほんげんじものがたり）とは、室町時代後期の連歌師牡丹花肖柏（嘉吉3年（1443年） - 大永7年4月4日（1527年5月4日））の筆と伝えられる源氏物語の写本である。肖柏の筆と伝えられる源氏物語の写本は断片的なものや取り合わせ本の中に含まれるものも含めるといくつか存在するが、通常「肖柏本（源氏物語）」と呼ばれるのは校異源氏物語及び源氏物語大成校異編に採用された、現在天理大学天理図書館に所蔵されている54帖の揃い本をいう。

## 概要
本写本が成立してから昭和初めまでの伝来は不明であるが、本写本と非常に近い本文を持つ三条西家本には写本の一部にこの写本と照合した旨の記述が存在する。昭和初期になって前田善子のコレクション「紅梅文庫」に入り、さらに池田亀鑑のコレクション「桃園文庫」に入り校異源氏物語及び源氏物語大成校異編に青表紙本系統の本文を持つ写本として校異がとられている。戦後池田のもとを離れて天理大学天理図書館のものとなった。
近世以降版本などの形で普及し主流となった三条西家本（日本大学図書館蔵）及び三条西家証本（宮内庁書陵部蔵）と極めて近い青表紙本系統の本文を有している。

## 校本への採用
本写本単独での影印本や翻刻本は存在しないものの、「校異源氏物語」、「源氏物語大成」に青表紙系統の本文を持つ写本として写本記号「肖」、「肖柏本　牡丹花肖柏筆　桃園文庫蔵」として校異が採用されており（ただし、一部の巻（帚木、花散里、野分、東屋）は採用されていない）、また「源氏物語別本集成 続」に「肖 肖柏本（天理図書館蔵）」として校異が採用されている。